# USオープン (ダーツ)
USオープン (US Open) は、プロフェッショナル・ダーツ・コーポレイション (PDC) が開催するダーツのトーナメントである。
ここでは、USオープンの名を用いて開催されたイヴェント (プレミア・イヴェントとして開催されていた2008年までのトーナメントと、PDC ProTourのプレイヤーズ・チャンピオンシップスの1つとして開催されるようになった2009年以降のトーナメント) を、まとめて解説する。

## トーナメントの変遷
前年のワールド・シリーズ・オヴ・ダーツに代わり、USオープンが、2007年と2008年のプレミア・イヴェントとして導入された。
その後、2009年は、前日のアトランタ・プレイヤーズ・チャンピオンシップと共に、週末のダブル・ヘッダーとなり、USオープンもプレイヤーズ・チャンピオンシップスの1つとなったが、プレイヤーズ・チャンピオンシップという名前を、前面に出しておらず、賞金から見ても、特殊であった。
しかし、2010年は、ラスベガス・デザート・クラシックに取って代わったニュー・トロピカーナ・ワールド・シリーズ・オヴ・ダーツ・フェスティヴァルを構成するトーナメントの1つとして組み込まれ、USオープンという名前は残ったものの名前にも"PDC US Open Players Championship (PC 19)"とはっきりと明示され、賞金から見ても数あるプレイヤーズ・チャンピオンシップスの1つとなっている。

### ニュー・トロピカーナ・ワールド・シリーズ・オヴ・ダーツ・フェスティヴァル
ニュー・トロピカーナ・ワールド・シリーズ・オヴ・ダーツ・フェスティヴァルは、以下のトーナメントから構成されている。
- ワールド・クリケット・チャンピオンシップ
- PDC USオープン・プレイヤーズ・チャンピオンシップ (PC19)
- ラスベガス・プレイヤーズ・チャンピオンシップ 1 (PC20)
- ラスベガス・プレイヤーズ・チャンピオンシップ 2 (PC21)
- ノース・アメリカン・ダーツ・チャンピオンシップ

## PDC オーダー・オヴ・メリットと賞金
このトーナメントは、獲得した賞金額に基づくPDCのワールド・ランキング・システムであるPDC オーダー・オヴ・メリット (PDC OOM) に反映される。
2008年までは、Sky Sports以外のプレミア・イヴェントであり、2009年以降は、PDC ProTourのプレイヤーズ・チャンピオンシップスとなっている。
2010年の賞金総額は、イギリスやヨーロッパで行われた他のPDC ProTourに属するトーナメントと同じである。
プレミア・イヴェントであった2008年の賞金増額は、PDCのダーツ・イヴェント中、9番目であるが、プレミア・リーグ・ダーツとグランド・スラム・オヴ・ダーツ、そしてチャンピオンシップ・リーグ・ダーツは、PDC OOMに反映されないため、PDC OOMへの寄与は、6番目に大きかった。
このトーナメントの賞金は、以下の通りとなっている。
| 年   | 優勝    | 準優勝 | 準決勝 | 準々決勝 | ラスト 16 | ラスト 32 | ラスト 64 | 左記 未満 | ハイエスト・ チェクアウト | 9ダーター | 実総額   | 公称総額          |
| ---- | ------- | ------ | ------ | -------- | --------- | --------- | --------- | --------- | ------------------------- | --------- | -------- | ----------------- |
| 2007 | £12,500 | £7,500 | £5,000 | £4,000   | £3,000    | £1,500    | £1,000    | £0        | 不明                      | -         | £126,000 | £126,000 $250,000 |
| 2008 | £12,500 | £7,500 | £5,000 | £4,000   | £3,000    | £1,500    | £1,000    | £0        | 不明                      | -         | £126,000 | £126.000 $250,000 |
| 2009 | $12,000 | $6,000 | $3,200 | $1,600   | $800      | $400      | $200      | $0        | 不明                      | -         | $50,000  | $50,000           |
| 2010 | £6,000  | £3,000 | £1,500 | £1,000   | £500      | £300      | £200      | £0        | 不明                      | £2,000    | £33,200  | £31,600           |

なお、この賞金額は、WDF/BDOの賞金額が最も多いイヴェントであるBDO ワールド・プロフェッショナル・ダーツ・チャンピオンシップス (レイクサイド) の賞金額には及ばないが、2番目のワールド・マスターズを超えている。
2008年における他のトーナメントとの賞金額の比較は、次の通りである。
| 年   | 団体      | 大会                              | 公称総額 | 実総額   | 優勝    | 準優勝  | 準決勝  | 準々決勝 | ラスト 16 | ラスト 32 (*24) | ラスト 64 (*40) | ハイエスト・ チェクアウト | 9ダーター |
| ---- | --------- | --------------------------------- | -------- | -------- | ------- | ------- | ------- | -------- | --------- | --------------- | --------------- | ------------------------- | --------- |
| 2008 | PDC       | USオープン                        | £126,000 | £126,000 | £12,500 | £7,500  | £5,000  | £4,000   | £3,000    | £1,500          | £1,000          | 不明                      | -         |
| 2008 | PDC       | ラスベガス・デザート・クラシック  | £120,000 | £120,000 | £20,000 | £10,000 | £7,000  | £5,000   | £3,000    | £2,000          | -               | 不明                      | -         |
| 2008 | WDF (BDO) | レイクサイド (メンズ)             | £310,000 | £246,000 | £85,000 | £30,000 | £11,000 | £6,000   | £4,250    | £3,000          | -               | £3,000                    | -         |
| 2008 | WDF (BDO) | レイクサイド (ウィメンズ)         | £310,000 | £12,000  | £6,000  | £2,000  | £1,000  | £500     | -         | -               | -               | £3,000                    | -         |
| 2008 | WDF (BDO) | ワールド・マスターズ (メンズ)     | £61,000  | £50,000  | £25,000 | £10,000 | £3,000  | £1,250   | £500      | *£0             | *£0             | £1,000                    | -         |
| 2008 | WDF (BDO) | ワールド・マスターズ (ウィメンズ) | £10,500  | £5,000   | £1,500  | £750    | £500    | £0       | -         | -               | -               | £1,000                    | -         |

## 本戦の日程・会場・放送など
日程、会場、タイトル・スポンサー、テレビ放送などの情報は、以下の通りである。
| 年   | 開始日    | 終了日    | 開催日数 | 開催地         | 会場                                                 | スポンサー     | 使用ボード          | テレビ放送     |
| ---- | --------- | --------- | -------- | -------------- | ---------------------------------------------------- | -------------- | ------------------- | -------------- |
| 2007 | 5/18 (金) | 5/20 (日) | 3        | コネチカット州 | Mohegan Sun Casino Resort                            | -              | unicorn ECLIPSE PRO | Challenge      |
| 2008 | 5/16 (金) | 5/18 (日) | 3        | コネチカット州 | Mohegan Sun Casino Resort                            | PartyPoker.net | unicorn ECLIPSE PRO | Nuts TV Versus |
| 2009 | 8/23 (日) | 8/23 (日) | 1        | アトランタ     | Holiday Inn Select-Atlanta Capitol Conference Center | -              | unicorn ECLIPSE PRO | -              |
| 2010 | 6/27 (日) | 6/27 (日) | 1        | ラスベガス     | Tropicana Las Vegas                                  | -              | unicorn ECLIPSE PRO | -              |

## 形式
USオープンは、オープン形式のシングル・エリミネイション・トーナメントである。
参加人数によって、ラウンド数が増減するが、他のトーナメントよりも、試合数が多い。

### 参加資格
オープン・イヴェントなので、プロフェッショナル・ダーツ・プレイヤーズ・アソシエイション (PDPA) のメンバーでなくとも、参加できる。
PDPAに加入していないプレイヤーの参加資格は、以下の通りである。
| 年   | 参加資格         |
| ---- | ---------------- |
| 2007 | 北アメリカの住人 |
| 2008 | 北アメリカの住人 |
| 2009 | 特に無し         |
| 2010 | イギリス人以外   |

### 本戦の参加人数とラウンド数
本戦の参加人数とラウンド数は、以下の通りである。
なお、フィル・テイラーやレイモンド・ファン・バルネフェルトといったトップ・プレイヤーも、第1ラウンドからの参戦となっている。
第0ラウンド (Preliminary Round) がない2007年は、第2ラウンドから参戦枠を作ることで、数を調整した。
| 年   | プレイヤー数 | ラウンド数 |
| ---- | ------------ | ---------- |
| 2007 | 237          | 8          |
| 2008 | 258          | Prelim + 8 |
| 2009 | 75           | Prelim + 6 |
| 2010 | 153          | Prelim + 7 |

### セット・レッグ数
各年の各ラウンドにおけるセット数及びレッグ数は、以下の通りである。
前に*の付いたものの形式は、セット、無印のものは、レッグである。
| 年   | 準決勝まで (best of) | 決勝 (best of) |  | legs/set (best of) |
| ---- | -------------------- | -------------- |  | ------------------ |
| 2007 | *5                   | *7             |  | 3                  |
| 2008 | *5                   | *5             |  | 3                  |
| 2009 | 11                   | 11             |  | -                  |
| 2010 | 11                   | 11             |  | -                  |

## 結果
このトーナメントの結果は、以下の通りである。

### 決勝戦
プレミア・イヴェント時は、フィル・テイラーが、2期ともチャンピオンであった。
2009年は、あえて参加していないが、2010年には再び参加し、チャンピオンの座に輝いた。
| 年   | チャンピオン             | スコア | 準優勝                                    |
| ---- | ------------------------ | ------ | ----------------------------------------- |
| 2007 | フィル・テイラー(103.10) | 4-1    | レイモンド・ファン・バルネフェルト(99.06) |
| 2008 | フィル・テイラー(96.86)  | 3-0    | コリン・ロイド(91.48)                     |
| 2009 | デニス・プリーストリー   | 6-3    | アンディ・ハミルトン                      |
| 2010 | フィル・テイラー         | 6-1    | デニス・オーブンズ                        |

### ナイン・ダート・フィニッシュ
このトーナメントでは、ナイン・ダート・フィニッシュが、1回達成されている (ただし、テレビ放送されたものではない) 。
| 年   | 日付      | プレイヤー     | ラウンド | レッグ | 対戦相手             | 方法 | 賞金   |
| ---- | --------- | -------------- | -------- | ------ | -------------------- | ---- | ------ |
| 2010 | 6/27 (日) | コリン・ロイド | 2        | 不明   | デイヴ・スウィツァー | 不明 | £2,000 |

### ハイ・フィニッシュ
2007年の準々決勝以降と2008年のラスト16以降においての、ハイエスト・チェクアウトは以下の通りである。
| 年   | プレイヤー       | 数字 | 賞金 |
| ---- | ---------------- | ---- | ---- |
| 2007 | ジョン・パート   | 170  | 不明 |
| 2008 | クリス・メイソン | 158  | 不明 |

## 記録
このトーナメントにおける記録は、以下の通りである。

### 最多優勝
このトーナメントは、フィル・テイラーに支配されているが、彼がチャンピオンになっていない2009年大会には、彼は、参戦していない。
- 3  フィル・テイラー (2007 - 2008, 2010)
- 1  デニス・プリーストリー (2009)

### ナイン・ダート・フィニッシュ
このトーナメントにおいて達成されたナイン・ダート・フィニッシュは、テレビ放送されていないものである。
- 1  コリン・ロイド

### 100以上の平均値
2007年の準々決勝以降と2008年のラスト16以降において、100以上の平均値となったのは、以下の通りである。
| 記録   | プレイヤー                         | 年   | ラウンド | 対戦相手                           |
| ------ | ---------------------------------- | ---- | -------- | ---------------------------------- |
| 106.98 | フィル・テイラー                   | 2007 | 準々決勝 | マーヴィン・キング                 |
| 109.89 | レイモンド・ファン・バルネフェルト | 2007 | 準々決勝 | ローランド・ショルテン             |
| 100.09 | レイモンド・ファン・バルネフェルト | 2007 | 準決勝   | アンディ・ハミルトン               |
| 103.10 | フィル・テイラー                   | 2007 | 決勝     | レイモンド・ファン・バルネフェルト |
| 107.09 | フィル・テイラー                   | 2008 | ラスト16 | コリン・オズボーン                 |
| 101.07 | コリン・ロイド                     | 2008 | 準々決勝 | ロニー・バクスター                 |
| 100.45 | フィル・テイラー                   | 2008 | 準々決勝 | レイ・カーバー                     |
| 111.35 | フィル・テイラー                   | 2008 | 準決勝   | デニス・プリーストリー             |
| 103.00 | デニス・プリーストリー             | 2008 | 準決勝   | フィル・テイラー                   |

#### 両者共
2007年の準々決勝以降と2008年のラスト16以降において、1回達成されている。
- 2008年準決勝 (111.35)  フィル・テイラー 3 vs 0  デニス・プリーストリー (103.00)